# Aginter Press
Aginter Press (фр. Aginter Press, Agence internationale de presse — Международное агентство печати; в русской транскрипции — Ажинтер пресс) — международное информационное агентство и оперативно-политическая структура праворадикального направления. Официально функционировало в 1966—1974 годах, неформально — до начала 1980-х. Сотрудничало с режимами Салазара, Каэтану, Франко, Пиночета, греческих чёрных полковников, с ультраправыми организациями Италии, Франции, стран Латинской Америки. Занималась антикоммунистической пропагандой и оперативными мероприятиями, вплоть до терроризма. Участвовала в операции Гладио.

## Оперативно-политический комплекс
Агентство Aginter Press было учреждено в Лиссабоне в сентябре 1966 года. Его первым руководителем стал отставной французский офицер, участник Корейской и Алжирской войн, боевик ОАС Ив Герен-Серак. Католический активист и антикоммунист, Герен-Серак считал режим Салазара главным оплотом против коммунизма и атеизма.
С информагентством были аффилированы салазаристская «Порядок, Центр, Традиция» (порт. Ordem Central e Tradição) (руководитель — Жоао да Силва) и оперативная «Организация действий против международного коммунизма» (фр. Organisation de l'action contre le communisme international) (руководитель — Ив Герен-Серак). Первая являлась политико-идеологической структурой, вторая — оперативной группой. В руководстве и активе агентства преобладали французские ультраправые — выходцы из ОАС.

## Идеология и стратегия
В установочном документе Aginter Press (обнаружен после закрытия агентства в 1974) говорилось:

На первом этапе должен быть создан хаос во всех структурах власти. Нужен подрыв экономики, дезорганизация госаппарата. Такую ситуацию создаёт безадресный терроризм (атаки с многочисленными жертвами) и селективный терроризм (ликвидации конкретных лиц). Разрушение демократического государства должно осуществляться под видом коммунистической деятельности. Далее нужно проникать в армию, судебную систему, церковь, воздействовать на общественное мнение… Психологическое давление на друзей и врагов должно быть таким, чтобы поляризованное общественное мнение видело в нас единственную силу, способную сохранить нацию… Консолидация масс вокруг эффективной структуры позволит совершить нашу революцию.

Если считать данный текст подлинным, он чётко отражает наличие у авторов собственных целей в Холодной войне, которые отнюдь не во всём совпадали с целями США и НАТО. Налицо ультраправая концепция «Третьего пути», разновидность неофашизма. Структура обладала выраженными чертами военно-идеологического ордена (мировой армии антикоммунизма):

На борьбу с силами зла должны быть мобилизованы все ресурсы — дабы восстановить моральный порядок, обеспечить примат духа над материей и торжество традиционных ценностей цивилизации.

## Деятельность
Агенты Aginter Press, залегендированные под журналистов и фоторепортёров, создали разветвлённую сеть, охватившую ряд стран Западной Европы, Африки и Латинской Америки. Они вели интенсивную антикоммунистическую и неофашистскую пропаганду, помогали в организации крайне правых политических структур, внедрялись в ультралевую среду, совершали оперативные акции. Важнейшую роль в деятельности Aginter Press играл известный итальянский неофашист Стефано Делле Кьяйе. Система активно включилась в программу «Гладио». Было налажено взаимодействие с американским ЦРУ, португальской ПИДЕ, испанской SECED.
Особенно тесным было сотрудничество с ПИДЕ — во главе португальской спецслужбы стояли идейные единомышленники ультраправых Фернанду Силва Паиш и Агостиньо Барбьери Кардозу. Представители групп, связанных с Aginter Press, содействовали ПИДЕ в Operação Outono — убийстве лидера антисалазаровской оппозиции генерала Умберту Делгаду.
В намибийском Виндхуке (тогда находившемся под оккупацией ЮАР) действовал центр тренировки боевиков. Aginter Press приписываются теракты против португальской оппозиции и марксистских антиколониальных движений в африканских колониях Португалии — наряду с убийством генерала Делгаду (Португальский фронт национального освобождения), убийство Амилкара Кабрала (ПАИГК), Эдуардо Мондлане (ФРЕЛИМО). Эти утверждения не подкреплены доказательствами, существуют иные обоснованные версии — Делгаду был убит до официального учреждения Aginter Press, в ПАИГК и ФРЕЛИМО шла жёсткая внутренняя борьба. Однако подтверждено участие представителей Aginter Press в дестабилизационных операциях против прокоммунистического правительства Мариана Нгуаби в Конго и против ПАИГК в Португальской Гвинее. В первом случае Aginter Press взаимодействовала с французскими спецслужбами, во втором — с ПИДЕ.
Особое значение имела поддержка неофашистского террора в Италии. Подтверждена оперативная связь Aginter Press с организациями Национальный авангард (структура Делле Кьяйе) и Новый порядок (структура Пьерлуиджи Конкутелли). Активисты Aginter Press подозревались в причастности к теракту на миланской Пьяцца Фонтана в декабре 1969 года. Сходные действия оперативного и организационного характера были зафиксированы во Франции, Швейцарии, Бельгии.

## Упразднение и продолжение
Деятельность Aginter Press в Португалии была пресечена революцией 25 апреля 1974 года. Сотрудники агентства покинули Лиссабон, перебравшись в Испанию и Венесуэлу. Им были предоставлены французские паспорта — по некоторым данным, с санкции куратора африканской политики Франции Жака Фоккара.
Несмотря на формальное прекращение деятельности, кадры и оперативные технологии Aginter Press оставались задействованы до начала 1980-х. Наиболее масштабными акциями в Западной Европе второй половины 1970-х стали Резня Монтехурра в Испании, убийство судьи Витторио Оккорсио в Италии. В августе 1977 года на «совещании Сен-Клу» (в замке Сикста Энрике де Бурбона, под руководством Делле Кьяйе) была выработана и впоследствии реализована комплексная программа силовых атак против коммунистических и просоветских организаций.
Перебазировавшись в Испанию, Ив Герен-Серак сотрудничал с Армией освобождения Португалии. В период Жаркого лета он планировал полномасштабную гражданскую войну против леворадикального правительства Вашку Гонсалвиша. Другим португальским союзником Aginter Press являлась группировка CODECO.
Начиная с 1980—1981 годов наступил принципиально новый этап Холодной войны. При антисоветской консолидации Запада на рейганистской основе наработки Aginter Press, адаптированные к условиям 1960—1970 годов, перестали быть актуальными.
Встречаются утверждения о значимости опыта Aginter Press для современных ультраправых сил.